# Campionati del mondo di atletica leggera indoor 2025 - Salto triplo maschile
La gara del salto triplo maschile dei campionati del mondo di atletica leggera indoor 2025 si è svolta il 21 marzo 2025 a Nanchino.

## Podio
| Pos.    | Atleta               | Nazionalità  | Misura  |
| ------- | -------------------- | ------------ | ------- |
| Oro     | Andy Díaz            | Italia       | 17,80 m |
| Argento | Zhu Yaming           | Cina         | 17,33 m |
| Bronzo  | Hugues Fabrice Zango | Burkina Faso | 17,15 m |

## Situazione pre-gara

### Record
Prima di questa competizione, il record del mondo e il record dei campionati erano i seguenti.
| Record                | Prestazione | Atleta                         | Data e luogo                   | Competizione                     |
| --------------------- | ----------- | ------------------------------ | ------------------------------ | -------------------------------- |
| Record mondiale       | 18,29 m(o)  | Jonathan Edwards Gran Bretagna | 7 agosto 1995 Göteborg, Svezia | Campionati del mondo 1995        |
| Record dei campionati | 17,90 m     | Teddy Tamgho Francia           | 14 marzo 2010 Doha, Qatar      | Campionati del mondo indoor 2010 |

## Qualificazioni
Per il salto triplo maschile il periodo di qualifica andava dal 1º settembre 2024 al 9 marzo 2025. Gli atleti potevano ottenere la qualificazione rientrando nello standard di 17,40 m, con una wildcard o in base al loro piazzamento nel World Athletics Rankings.

## Risultati

### Finale
La finale diretta si è tenuta il 21 marzo alle ore 11:05.
| Pos     | Atleta               | Nazionalità  | 1ª prova | 2ª prova | 3ª prova | 4ª prova | 5ª prova | 6ª prova | Risultato | Note                                                       |
| ------- | -------------------- | ------------ | -------- | -------- | -------- | -------- | -------- | -------- | --------- | ---------------------------------------------------------- |
| Oro     | Andy Díaz            | Italia       | 17,80 m  | x        | -        | -        | -        | x        | 17,80 m   | Miglior prestazione mondiale stagionale · Record nazionale |
| Argento | Zhu Yaming           | Cina         | 16,90 m  | 17,08 m  | 17,33 m  | x        | 17,27 m  | 17,09 m  | 17,33 m   | Miglior prestazione personale stagionale                   |
| Bronzo  | Hugues Fabrice Zango | Burkina Faso | 16,88 m  | 17,01 m  | x        | 16,93 m  | 17,15 m  | x        | 17,15 m   | Miglior prestazione personale stagionale                   |
| 4       | Jordan Scott         | Giamaica     | x        | 16,55 m  | 16,25 m  | 17,10 m  | 17,04 m  | 16,86 m  | 17,10 m   |                                                            |
| 5       | Su Wen               | Cina         | 17,09 m  | x        | 17,04 m  | 16,96 m  | 16,89 m  | x        | 17,09 m   | Miglior prestazione personale stagionale                   |
| 6       | Max Heß              | Germania     | 16,91 m  | 15,62 m  | x        | 14,00 m  | 17,03 m  |          | 17,03 m   |                                                            |
| 7       | Chengetayi Mapaya    | Zimbabwe     | 16,74 m  | x        | -        | 16,33 m  | -        |          | 16,74 m   |                                                            |
| 8       | Russell Robinson     | Stati Uniti  | 16,50 m  | x        | x        | 16,21 m  |          |          | 16,50 m   |                                                            |
| 9       | Simone Biasutti      | Italia       | x        | 16,17 m  | 16,37 m  | x        |          |          | 16,37 m   |                                                            |
| 10      | Will Claye           | Stati Uniti  | x        | 16,26 m  | 16,31 m  |          |          |          | 16,31 m   |                                                            |
| 11      | Elton Petronilho     | Brasile      | x        | 16,28 m  | 16,15 m  |          |          |          | 16,28 m   |                                                            |
| 12      | Marcos Ruiz          | Spagna       | x        | x        | 16,20 m  |          |          |          | 16,20 m   |                                                            |
| 13      | Lázaro Martínez      | Cuba         | x        | x        | 14,04 m  |          |          |          | 14,04 m   |                                                            |
| -       | Melvin Raffin        | Francia      | x        | x        | x        |          |          |          | nm        |                                                            |
| -       | Almir dos Santos     | Brasile      | 17,04 m  | 17,09 m  | 17,22 m  | x        | 16,95 m  | 16,75 m  | dq        |                                                            |

- Almir dos Santos è stato squalificato per aver indossato scarpe non regolari.